# یواس‌اس کالیستو (ای‌جی‌پی-۱۵)
یواس‌اس کالیستو (ای‌جی‌پی-۱۵) (به انگلیسی: USS Callisto (AGP-15)) یک کشتی بود که طول آن ۳۲۸ فوت (۱۰۰ متر) بود. این کشتی در سال ۱۹۴۴ ساخته شد.